# Tipula (Pterelachisus) crassiventris
Tipula (Pterelachisus) crassiventris is een tweevleugelige uit de familie langpootmuggen (Tipulidae). De soort komt voor in het Palearctisch gebied.